# Dyscophellus
Dyscophellus este un gen de fluturi din familia Hesperiidae. 